# Cratichneumon coruscator
Cratichneumon coruscator är en stekelart som först beskrevs av Carl von Linné 1758.  Cratichneumon coruscator ingår i släktet Cratichneumon och familjen brokparasitsteklar. Arten är reproducerande i Sverige. Utöver nominatformen finns också underarten C. c. meridionator.